# 孟加拉分省

1947年孟加拉分省

孟加拉分省發生於1947年，當時的孟加拉分成了屬於印度的西孟加拉，與屬於巴基斯坦的東孟加拉（東巴基斯坦）。後來，東孟加拉獨立成為孟加拉國，而西孟加拉成為印度的一個邦。